# Ополяне (субэтническая группа)
Ополя́не (пол. opolanie) — cубэтническая группа силезцев (слензан), населяющая значительную часть территории Опольского воеводства и некоторые районы Силезского воеводства (на западе). Представляет собой одну из двух самых крупных силезских региональных групп наряду с бытомской. Польский этнограф Я. Камоцкий отмечал, что ополяне выделяются среди силезцев наиболее сильно выраженным осознанием единства их субэтнической группы.

## Локальные группы
Общность ополян состоит из множества локальных групп. К ним относятся:
- заоджоки (живущие за рекой Одра);
- голёки — население части Прудницкого повята на границе Польши и Чехии;
- баёки — население части бывшего Козельского повята[пол.] по левобережью Одры (в работах немецкого слависта Р. Олеша указывается, что своё название баёки получили от распространённых в их говорах форм глагола być «быть» в будущем времени типа bajesz, baje и т. д.)[7];
- оджики — жители нескольких селений гмины Левин-Бжеский Бжеского повята и гмины Домброва Опольского повята по левобережью Одры;
- боросы — жители нескольких селений гмин Туловице, Компрахцице и Домброва Опольского повята по левобережью Одры;
- крысёки — население окрестностей города Ополе в Опольском повяте на обоих берегах Одры;
- кобылёжи — население Стшелецкого повята Опольского воеводства и части Гливицкого повята Силезского воеводства[8];
- леснёки — жители нескольких селений в лесных районах гмин Попелюв и Мурув Опольского повята, а также гмины Покуй Намыслувского повята по правобережью Одры;
- подлесёки (живущие в районах, близлежащих к местам расселения леснёков).

По данным диалектолога Ф. Плуты вместе с голёками и подлесёками на правобережье Одры встречались также такие локальные группы, как клоцожи, цебулькожи, каменёжи, хэры и карпацёжи.
К настоящему времени названия некоторых локальных групп в Опольской Силезии уже не употребляются. Неизвестно, например, среди современных жителей окрестностей Ополе название «крысёки». А название «баёки» по наблюдениям Ф. Плуты не встречалось уже в 1960-х годах. По мнению диалектолога Б. Выдерки существование двух этих групп не только сейчас, но и в прошлом вызывает сомнения.

## Область расселения
Основной областью расселения ополян является так называемая Опольская Силезия. Согласно современному административно-территориальному делению Польши, этот регион находится в пределах бо́льшей части Опольского воеводства, исключая его крайне северные, крайне западные и крайне южные районы. Также в ареал ополян входит ряд районов западной части территории Силезского воеводства. До Второй мировой войны чересполосно с ополянами жили в основном только немцы. После частичной депортации немцев из Верхней Силезии на их место были перемещены поляки из других районов Второй Речи Посполитой, прежде всего, из Кресов. Таким образом, в настоящее время в Опольской Силезии представлено смешанное силезско-польско-немецкое население. Согласно этнографической карте Я. Камоцкого, на западе территория расселения ополян граничит с ареалом смешанных переселенческих групп Нижней Силезии, включающих значительное число потомков переселенцев с Кресов. На севере к ареалу ополян примыкают области расселения великопольских калишан и представителей велюньско-радомской группы серадзянско-ленчицанской общности. На востоке с территорией расселения ополян соседствует область ченстоховских краковяцей малопольской общности. На юге с ареалом ополян граничат ареалы других силезских групп — рацибужан и гужан (гуражей).

## Язык
Ополяне в быту говорят на различных северносилезских и среднесилезских говорах силезского диалекта (или языка), включая опольские, немодлинские, ключборкские, стшелецкие и другие говоры. Станислав Бонк в своей классификации силезской диалектной группы как отдельные ареальные единицы выделял говоры крысёков и говоры кобылёжей. Говоры голёков он отнёс к группе глогувецких говоров, а говоры баёков — к группе козельских говоров.

## Народный костюм
Мужской народный костюм ополян в его праздничном варианте во многом схож с розбаркским (бытомским) народным костюмом. Их детали и цвета объединяются общими чертами, перекликающимися с европейской модой второй половины XVIII века. Опольский мужской костюм так же, как и розбаркский, состоит из белой полотняной рубахи, из повязанного под воротником рубахи шёлкового голубого платка (едбовки), тёмно-синего с красной тесьмой жилета (бруцлека), такого же цвета пиджака (камузола), замшевых брюк (еленёков), сапог (кропов), чёрной фетровой шляпы (кани) с круглой тульей и широкими полями, а также (в зимний период) из суконного длинного пальто (площа) с высоким стоячим воротником. В позднем варианте костюма замшевые брюки заменялись суконными тёмно-синими брюками с красными лампасами под цвет верхней части костюма. С середины XIX века по причине быстрой индустриализации Силезии мужской народный костюм начал вытесняться городской одеждой, которую жители Опольского региона стали шить на заказ в швейных мастерских.
Женский народный костюм ополян в отличие от мужского не походит на розбаркский — он выделяется среди прочих силезских костюмов особой разновидностью чепца, особым кроем платья и своеобразием вышивок на блузке. Женский опольский костюм сохранялся в обиходе намного дольше мужского — в традиционном виде он встречался в Опольской Силезии вплоть до 1930-х годов. Основой женского опольского костюма был каботек — короткая приталенная белая блузка с объёмными рукавами (в форме буфа) из льняной или хлопковой ткани. Обычно каботек украшали вышивкой на манжетах и вороте. Каботек носили поверх белой полотняной сорочки, а на сам каботек надевали платье без рукавов (мазелонек) из шерстяной ткани чаще всего синего или коричневого цвета, реже — тёмно-зелёного или чёрного. Мазелонек включал две основные детали — лиф и юбку. На груди и на спине лиф (оплецек) имел глубокие округлые вырезы. По краям этих вырезов, а также по краям рукавов пришивались ленты с разноцветными узорами. Оплецек украшался как на груди, так и на спине цветной вышивкой. Украшалась также юбка (спудница) — по низу к ней пришивалась лента красного цвета. На спудницу надевали фартук со сборками на талии. Дополнялся женский костюм красными чулками и чёрными туфлями. Распространёнными головными уборами у женщин Опольской Силезии были белый полотняный чепец и сплетённый из искусственных цветов венец (галанда). Чепец обычно был богато украшенным и отличался особым кроем. По краям чепца пришивались белые кружева, а задняя часть этого головного убора оформлялась цветными узорчатыми лентами из шёлка. Вышивка чепца выполнялась преимущественно в цветочных мотивах. Также женщины носили на плечах различного типа платки — они делились на летние и зимние, повседневные и праздничные. Каждый из типов платка имел своё название: сатки, плахты, меринки, шпигели, хеклувки и т. д. В конце XIX — начале XX века женский костюм ополян начал изменяться — мазелонек стал вытесняться шёлковыми или шерстяными платьями (кецками) из фабричной ткани тёмных тонов без каких-либо вышивок и надеваемыми поверх платьев кафтанами (яклями) с воротником-стойкой. Несколько изменился фартук — он стал короче и уже, его часто стали украшать разного рода вышивками. Вместо чепца женщины всё чаще стали носить платки.
Свадебный костюм невесты Опольской Силезии состоял из чёрной бархатной якли и такого же цвета бархатной кецки под ней, дополненной белым фартуком из жаккардовой ткани. Также в костюм входил миртовый венок и особый свадебный платок с теми же узорами, что и на фартуке. Сведений о костюме жениха в XIX веке сохранилось очень мало, а костюм XX века уже не отличался какими-либо особенностями — это был чёрный пиджак или фрак, чёрные брюки, белая рубаха с галстуком или бабочкой, а также фетровая шляпа.
В ряде регионов Опольской Силезии бытовали свои разновидности народного костюма, наибольшим своеобразием выделялись, в частности, нысский и олеснинский варианты традиционных костюмов.